# Гацолди дељи Иполити
Гацолди дељи Иполити (итал. Gazoldo degli Ippoliti) је насеље у Италији у округу Мантова, региону Ломбардија.
Према процени из 2011. у насељу је живело 2738 становника. Насеље се налази на надморској висини од 36 м.

## Становништво
| 1936. | 1951. | 1961. | 1971. | 1981. | 1991. | 2001. | 2011. |
| ----- | ----- | ----- | ----- | ----- | ----- | ----- | ----- |
| 1.966 | 2.103 | 1.884 | 2.017 | 2.307 | 2.437 | 2.525 | 2.968 |